# Macrobrochis borneensis
Macrobrochis borneensis là một loài bướm đêm thuộc phân họ Arctiinae, họ Erebidae.